# 理查德·費曼
理查德·菲利普斯·费曼（英語：Richard Phillips Feynman，1918年5月11日—1988年2月15日），美国理论物理学家，以对量子力学的路径积分表述、量子电动力学、过冷液氦的超流性以及粒子物理学中部分子模型的研究闻名于世。因对量子电动力学的贡献，费曼于1965年与朱利安·施温格及朝永振一郎共同获得诺贝尔物理学奖。
费曼发展了得到广泛应用的亚原子粒子行为的图像化数学表述——费曼图。费曼在世时是世界上最有名的科学家之一。1999年，在英国学术期刊《物理世界》举办的130位世界顶尖物理学家参与的票选活动中，费曼跻身十大有史以来最伟大物理学家之列。
费曼在二战期间曾参与协助原子弹的开发，而后在1980年代因参与调查挑战者号航天飞机灾难而为公众熟知。在理论物理学研究之外，他还是量子计算领域的先驱，并提出了纳米技术的概念。他曾担任加州理工学院的理查德·托尔曼理论物理学教授。
费曼热心参与物理学普及事业，为此写过大量书籍并举办讲座。这其中包括于1959年做的有关自上而下的纳米技术的讲座《底部有的是地方》以及三卷本本科物理学讲义《费曼物理学讲义》。费曼还因他的半自传《别闹了，费曼先生！》和《你管別人怎麼想》，拉尔夫·赖顿的《去图瓦还是被捕》以及詹姆斯·格雷克的传记《天才：理查德·费曼的一生与科学事业》（Genius: The Life and Science of Richard Feynman）而在公众中颇有名气。

## 生平经历

### 家庭背景
理查德·費曼是美國猶太人，1918年出生於美国紐約市。有说在曼哈顿区他父母公寓出生（最可信，他父母1917年结婚，搬过去，第二年他出生），有说在皇后区出生，还有说在布鲁克林区出生。9岁搬去皇后區的小鎮法洛克衛。父亲是对科学有业余兴趣的商人，也是费曼的科学启蒙老师。亲妹妹乔安·费曼则受理查德的影响成为一名天体物理学家。

### 早年经历
费曼从小就有自觉超前学习的习惯，并抱怨传统的中学课程没有让他学到感兴趣的科学内容。在小学毕业后的假期裡，他就开始了初等微积分的学习。他中学时就自学了狭义相对论。
費曼就讀于法洛克衛高中。该校诺贝尔獎得主还有伯顿·里克特和巴鲁克·布隆伯格。师从名家伊西多·拉比的青年物理博士艾布拉姆·巴德（Abram Bader）因经济不济，被迫来到费曼所在的中学教书。巴德发现费曼因自学过初等微积分而沾沾自喜，而且上课时话太多，就给他一本麻省理工学院教授伍兹（Frederick Shenstone Woods）为大学二三年级学生写的《高等微积分》看。让费曼在完全吃透《高等微积分》前，不要在课堂上影响其他同学。当时的费曼花了不少心思研读这本书，从中掌握了傅立叶级数、贝塞尔函数、积分符号内取微分和椭圆函数等知识。巴德经常在课后与费曼讨论科学，是费曼的还原论思想的启蒙者。巴德向费曼介绍了引人入胜的“最小作用量原理”，说它没有办法得到解释或证明，却在物理学中无处不在。“最小作用量”这个话题巴德只与费曼讨论过一次，却深深地印在了费曼的脑海中。费曼说：“他只是解说，他并没有证明任何东西。没有任何复杂的事情，他只是说明有这样一个原理存在。我随即为之倾倒，能以这样不寻常的方式来表达一个法则，简直是个不可思议的奇迹。”除“最小作用量”外，还有一个事实也令费曼感到非常好奇，即各种电路公式中为什么经常会出现圆周率π（注意一般电路的形状并不是圆形的）。
在刚接触到立体几何时，费曼并没有弄明白三维的立体是可以用平面化的透视图形来表示的，因此学得稀里糊涂。虽然他模仿老师教授的计算步骤，能够算出答案，但他并不理解其中的缘由，处于似懂非懂的状态。他直到几个星期以后才想通了自己是哪里理解错了。这是他在学习上遇到的第一次打击，使他印象很深。他多年后感叹说：“那是我唯一一次体验普通人的（学习）感受。”
费曼是阿里斯塔榮譽學會一員。他在考试中经常取得好成绩，但他并不喜欢学校和教育体制。
高中组织过智商测试，测出费曼智商125。后来门萨国际（智商最高的天才组织）邀请，他拒绝，自嘲自己智商太低。他妹妹测出126，在日后的访谈曾开玩笑地说我比哥哥聪明。后来有人给他写了本书叫“非一般的天才”。
在经济大萧条的日子里，身为中学生的费曼也常去打零工挣钱。1935年左右时，许多学生迫于经济压力，放弃报考大学，但费曼的父母仍然坚持要为聪明的儿子提供最好的教育条件。

### 高等教育经历
他申請哥倫比亞大學時，因為“猶太配額”（一種歧視性限制，僅提供有限名額給有猶太背景的學生）已满而不被接受，所以他轉而申請麻省理工學院。除成绩要求外，入读当时的麻省理工學院还必须要求有校友推荐。为此，父亲找到一个不认识儿子理查德的熟人打通了关系。这个託关系读书的经历令费曼很不愉快。1935年末，费曼进入麻省理工学院就读。费曼本来想申请全额奖学金，但只得到了每年100美元的部分奖学金。1939年，被任命為普特南會員。在他大學二年級時，費曼得到物理課程補助，包括其畢業課程－理論物理。 
当就读数学系的费曼发现数学的实用性不强时，产生了转到电机工程专业的想法。但后来他又觉得电机工程与数学差距过大，又决定选择折衷的物理学，这样既可以动手做实验，又可以学到很多高深的理论。在大学就读期间，他仍然努力要求自己学习比课程要求更广的知识。当时的麻省理工学院也不限制有兴趣的聪明学生选修任何高深的课程。在选修一门高级课程的过程中，自学完《量子力学原理》的费曼与另一名自学了广义相对论的神童泰德·维尔顿相识相知。他们是唯一选修此课的低年级学生。特拉斯顿（Julius Stratton）教授有时候备课不仔细，讲不下去时，就会问费曼下一步该怎么做。费曼和维尔顿，还选修了另一位名叫莫尔斯（Philip Morse）的教授的课，并在学完后请教他如何才能学透量子力学的本质。莫尔斯给他们出了一些贴近实际的计算问题，使他们体会抽象的量子力学知识在实际中是如何具体应用的。
费曼的科研能力在大二时就已得到认可。他在大学期间曾在《物理学评论》上发表过2篇论文。除物理学外，费曼还涉猎了化学和冶金学课程。他此前对在大学阶段被迫选修的文科课程一直只满足于低分掠过的要求。
斯莱特（John Slater）建议想留在麻省理工的费曼去普林斯顿大学读研究所，换一个环境，多见见世面。他在普林斯頓大學的數學和物理的研究生入學考試獲得滿分，這是前所未有的，但是歷史和英語文學部分卻相當差。因种族歧视的影响，普林斯顿大学物理系主任在考虑是否录取费曼时曾有所犹豫，并向麻省理工学院询问费曼的情况。斯莱特和莫尔斯极力推荐费曼，莫尔斯还说：“只要给他几个提示，他就能一直研究下去；他的能力足以使他在很短的时间内涉猎很多领域。”身患高血压的父亲麦维尔(Melville)曾拜访莫尔斯，询问儿子的表现是否足够好，还有犹太物理学家找工作时是否会受到歧视。莫尔斯安慰费曼的父亲，说为费曼的教育投资是绝对值得的。
1939年，費曼本科畢業，進入普林斯頓大學讀研究所，成為青年学者約翰·惠勒的學生。在他读研期间，同学们就一直传说有一个很厉害的新生在专业方面上积累的知识已经多到完全不用参加任何课程。一位名叫H. H. Barschall的同学有一次碰到一道难题，问了几个教授后也还是算不明白，最后抱着试试看的心态去问了费曼，然后得到了费曼给出的又快又完整的解答。Barschall甚至为此一度自卑，怀疑自己是不是选错了专业。
1942年6月16日，费曼在普林斯頓獲得了理论物理学博士學位，論文導師仍是惠勒。費曼的論文採用的原則是量子力學的穩定作用的問題，靈感是由對於電動力學的惠勒-費曼吸收體理論的量子化的渴望，奠定基礎的“路徑積分”方法和費曼圖，並命名為“量子力學最小作用原則”。在不久后的6月29日，费曼與阿琳·格林堡（Arline Greenbaum）结婚。

### 参与曼哈頓計劃
在普林斯頓，物理學家罗伯特·赖斯本·威尔逊鼓勵費曼參與美軍用于制造原子彈的曼哈頓計劃。費曼本来对武器研究没有兴趣，但他也担心德国人比美国人先制造出威力巨大的炸弹，于是决定为己方技术阵营贡献自己的一份力量。当时他还是个青年科学家，被分配到汉斯·贝特手下。他给貝特留下了深刻的印象，并被授予小組長的职务。他和貝特共同開發的貝特-費曼公式用於計算收益率裂變彈，是建立在羅伯特先前研究的基礎上。费曼在洛斯阿拉莫斯有幸见到了尼尔斯·玻尔、恩里科·费米、爱德华·泰勒等众多著名物理学家。玻尔是哥本哈根学派的领袖，影响了一整代量子论发展早期的物理学家，在当时的原子物理学界拥有无人能及的地位。与许多青年工作者不同，初出茅庐的费曼并不畏惧玻尔的名气，因而受到玻尔的注意和赏识。费曼在玻尔面前无所拘束，遇到听起来觉得差劲的想法就会当面指出。
費曼在洛斯阿拉莫斯國家實驗室的其他工作包括計算中子方程的洛斯阿拉莫斯國家實驗室“開水器”，一個小的核反應堆，以測量裂變材料的組裝有多近会导致临界事故。在完成這項工作后，他被轉移到橡樹嶺工廠，在那裡，他在制定安全規程儲料輔助工程，使臨界事故（例如，由於不慎儲存在鄰近上的兩側裂變材料的亞臨界量壁）可以被避免。他還做过關於擬議的理論工作和計算氫化鈾彈，但後來的事实表明這並非可行。
原子弹首次试爆（即“三位一体试验”）时，费曼决定不戴护目镜，成为当时第一个用肉眼观察全过程的人。得知原子弹试验成功后，费曼和其他参与的科技人员们一样，非常地開心。事后，费曼才开始警觉发明原子弹的严重后果，并为此烦恼。
当时因为新旧观念冲突很多，不同学派的量子论专家在开会时经常会针锋相对地展开激烈争论。而费曼习惯用自己独特的方法解释事物，有自己的一套主见，而不会太在意别人是否习惯他的思考方式。当费曼在1948年的一场会议上提到自己发展出的新方法时，就曾遭到玻尔、爱德华·泰勒和狄拉克等人的严厉抨击。他在《物理评论》上陆续发表了一些带有这种“费曼图”的论文，但一开始并没有得到很多人的接受。当同行们发现用费曼图可以说明的问题越来越多时，大家的观念逐渐发生了改变。到了20世纪80年，这种已在《物理评论》中无处不在的图使他成为了物理圈内最有名的科学家。
1945年，费曼谢绝了当时名家云集的普林斯顿大学的邀请，转而随汉斯·贝特前往康奈尔大学任教。1951年转入加州理工学院，担任“理查德·托尔曼理论物理学教授”一职，并在此执教一生。
费曼曾加入到“θ-τ衰变之谜”的研究大潮中，并因相信宇称必定守恒而与一位朋友打赌，结果不得不服输，支付50美金的赌资。

### 成为名家
在1964年，他出版了《費曼物理學講義》。
20世纪60年代至80年代中期，费曼成为当时美国影响力最大的理论物理学家之一，与苏联的列夫·朗道并称。此前，另一位知名青年物理学家默里·盖尔曼曾慕费曼之名前往加州理工学院与费曼共事，这2个风格迥异的学界超级明星的坐镇成了当时加州理工一道亮丽的风景线。盖尔曼是一位举世罕见的博学家，而且很喜欢显露自己的才华，尤其喜欢见缝插针、纠正费曼的失误。费曼着装朴素简约，也与讲究衣着得体的盖尔曼形成鲜明对比(此外，苏联的朗道也是不爱注意形象的人)。盖尔曼与费曼针锋相对、彼此抬杠的轶事流传很广。
1965年，費曼因在量子電動力學方面的贡献與施温格與朝永振一郎共同獲得諾貝爾物理學獎。費曼的众多故友都给他写信发去了祝贺，其中包括老同行汉斯·贝特和爱德华·泰勒，费曼当年的中学物理老师巴德，甚至还有巴德以前的博士导师伊西多·拉比。巴德感谢费曼在《费曼物理学讲义》第2卷的专题讲座《最小作用量原理》中提到了师生两人当年的那一段对话。因重整化方法获奖后，费曼曾在CERN作过一次演讲。当时听众中有斯蒂克尔堡在座。斯蒂克尔堡也曾发展出过与重整化方法及费曼图相似的方法，但均未得到同行的普遍重视。Jagdish Mehra曾写道：
“讲座完毕后，斯蒂克尔堡一个人默默地离开了CERN剧场，而被崇拜者们围绕簇拥的费曼则作了如下一句评论：‘他（斯蒂克尔堡）做了这件工作而现在一个人孤零零地走向了夕阳！然而，我在这里，收获了所有的荣誉，但这本该属于他！”
英文：“He [Stueckelberg] did the work and walks alone toward the sunset; and, here I [Feynman] am, covered in all the glory, which rightfully should be his!”。
他之後跟盖尔曼一起研究弱交互作用。费曼提出了部分子的理论，但不承认自己的部分子和盖尔曼提出的夸克是同一种东西，这让希望夸克理论得到同行支持的盖尔曼非常郁闷。

### 晚年

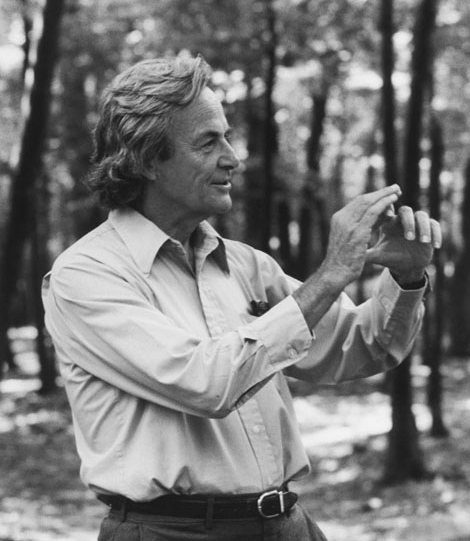
費曼於1984年在羅伯特·特里特·潘恩莊園樹林中

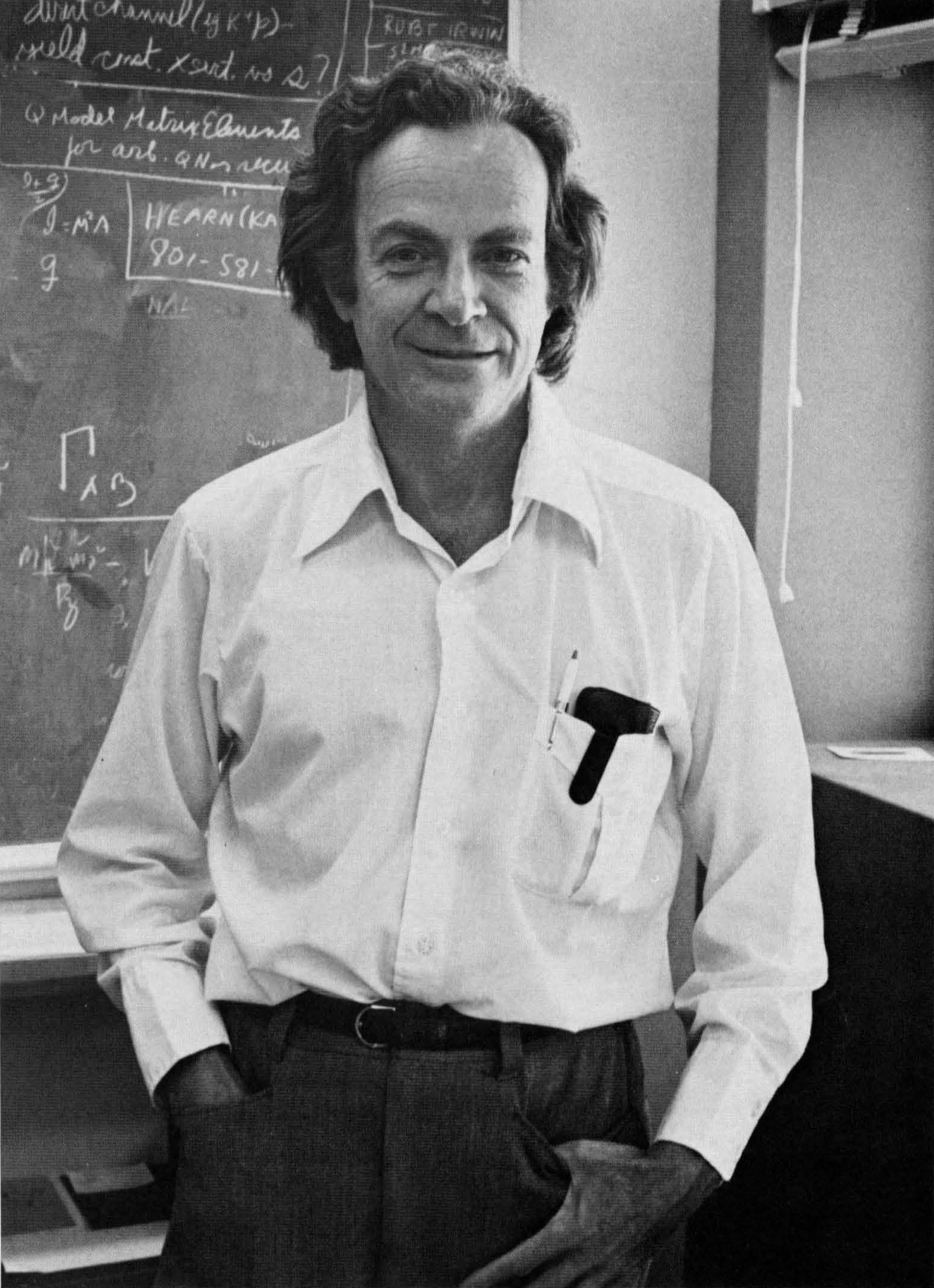
費曼於1986年在加州理工學院

80年代时，每一期的《物理评论》杂志上都能见到许多的“费曼图”。晚年的费曼逐渐改变了对弦理论的成见，并师从老对手盖尔曼，学习弦理论。
1986年，費曼受委托加入了調查挑戰者號太空梭失事事件的罗杰斯委员会。费曼讨厌官方为调查环节设置的繁复手续，于是决定一个人单独调查，最后在电视镜头前只用了一个简单的橡膠圈零件做冰水冷却实验，就给出了自己对事故原因的调查结果，由此扬名国際。在《你管別人怎麼想？》中提到了這一次的調查。
费曼因机缘巧合，对位于苏联境内的東亞蒙古族小国图瓦共和国以及流行于图瓦的喉音唱法“呼麦”（英語：xoomei）产生了很大的兴趣，晚年曾多次希望能和好友拉夫·莱顿（Ralph Leighton，《费曼物理学讲义》合著者羅伯·萊頓之子）一同前往图瓦游玩和考察。但是因为当时美、苏之间政治关系不够融洽的原因，费曼在生前一直未能如愿。莱顿获得前往图瓦的批准后，费曼已经去世了。莱顿帮费曼完成了前往图瓦的遗愿。
費曼晚年罹患兩種罕見的癌症，分别是脂肪肉瘤和巨球蛋白血症。1988年2月15日，費曼與癌症搏鬥十年後於加州洛杉矶與世長辭，享年69歲。他留下的最後一句話為「我討厭死去兩次。這太無聊了。」費曼先生是美國家喻戶曉的人物，更是20世紀最傑出、也最具影響力的科學家之一。费曼是继爱因斯坦和玻以尔之后，在全球学术界影响力最大的理论物理学家。费曼过世后，其影响力地位由爱德华·威滕取代。而加州理工学院物理学研究实力全球排名第一的辉煌一直延续至今。（偶尔也会被麻省理工学院超过。）

## 学术成就

### 纳米技术
在1959年的一次名为《底部还有大量空间》("There's Plenty of Room at the Bottom")的演讲中，费曼提出了纳米技术，并乐观地分析了其技术实现的可行性。他向学生们悬赏攻克相关技术难题，并在几年后向完成挑战的学生们兑现了奖励。在这次演讲中，他还预言了纳米医学的前景。在另一次于日本召开的仁科芳雄纪念会上，费曼在题为《未来的计算机》的演讲中讨论了并行计算和量子计算机的可行性。

### 广义相对论
费曼对广义相对论兴趣不大，觉得量子场论在当时比广义相对论实验基础更多，从而也更有研究价值。但是费曼的老师约翰·惠勒是美国相对论领域的学派宗师，费曼的师弟基普·索恩也是研究相对论的领军人物。费曼曾在一次随同惠勒参加的广义相对论研讨会上提出了获得相对论研究者们认同的“粘珠思想实验”（简称“粘珠论”）。费曼因对广义相对论没有兴趣，特意使用化名“斯密斯先生”参加了会议。
起初，爱因斯坦提出重力波后，人们一直怀疑重力波能否通过技术手段被有效地检测到。有的人倾向于认为重力波虽然存在但是无法被直接察觉，并因此感到遗憾。直到后来化名成无名小卒的费曼在会议上很不以为意地提出了粘珠思想实验，逐渐打消了学者们的疑虑。他的想法是通过巧妙的设计实验，可以证明重力波的传播会引起热量的变化，这样就可以通过检测热量感知重力波的存在。经过一番争论后，研究者们又重新拾起探测重力波的信心。
他曾给妻子写信时抱怨广义相对论的会议非常空洞和无聊，以后都不想去了。他坚持引力必须像电磁力那样进行量子化处理之后才会有意义，但他也没能解决实现引力的量子化这个大难题。

## 哲学观
在洛斯阿拉莫斯工作期间，费曼周末常与汉斯·贝特及冯·诺依曼等人在峡谷中散步。冯·诺依曼教会了费曼做一个“无社会责任感”的人。

## 个人生活

### 感情与婚姻
费曼在约13岁时认识了亞琳。亞琳也和其他男学生约会过。费曼比较腼腆，虽然经常與亞琳見面，但也担心其他竞争者。直到亞琳在高中毕业之际，公开承认自己喜欢费曼时，费曼才松了一口气。父亲麦维尔担心恋爱会使儿子学习分心，因此曾在某年暑假限制了儿子与亞琳的見面次数。
费曼后来不顾父母和朋友们的反对，坚持与当时已患有肺结核的亞琳结婚。费曼回忆说：“我把自己的观点和理性跟她分享，因而改变了她。她也改变了我，对我帮助很大。她教我，人有时也要不理性。这并不代表愚蠢，而是说在一些场合或情况中，你要思考，但有时你不应该思考。女人向来对我有很大的影响，是她们让我成为今天这个比较好的人。她们代表生活中的情感层面，我知道情感层面也非常重要... 我娶她的时候，就已经知道她有肺结核。我的朋友都说既然她有肺结核，我就不該娶她。但我娶她不是出于责任感，而是因为我爱她。他们真正担心的是我会被传染，但我没有。我们一直很小心，我们知道那些细菌是从哪里来的，所以我们非常小心。那是真实的危险，但我没有被感染... 人都会死，只是时间早晚的问题。但是跟亞琳在一起的时候，我真的很快乐，这就够了。在亞琳过世后，我的余生不必那么好，因为我已经尝过那种滋味了。”亞琳在费曼从事原子弹研究期间去世。费曼为避免影响工作，极力压制了自己的悲伤。几个月后，当费曼路过一家百货公司的橱窗，看到一件漂亮的洋装。费曼想到如果亞琳穿上一定会很漂亮时，顿时再也按耐不住自己的悲伤。费曼与亞琳的爱情故事后被拍成电影。
因为忙于工作的关系，他的第2段婚姻并不长久。

### 业余爱好
离费曼家一英里半的地方有一家提供色情舞蹈表演（topless dancing show）的餐厅，费曼经常会光顾那个地方，他的第二任妻子也很能接受他光顾这家餐厅。当时热衷于作画的费曼赠送了老板吉安努尼（Gianonni）一副画，给餐厅带来了许多好处，于是餐厅老板对费曼变得十分友善，每次费曼光顾的时候都赠送免费的七喜饮料。后来警察突击检查吉安努尼的餐厅，还逮捕了几个跳舞女郎。酒吧里的不少其它常客都碍于面子，不愿意在法庭上为酒吧老板辩护。费曼则以物理学教授的身份坦然出庭，帮餐厅老板吉安努尼辩护，讲述了各个阶层都有人来看色情舞蹈表演，这应该是能被大众接受的，还自曝一周要去五六次。虽然吉安努尼暂时输掉了这场官司，但是他的案子后来上诉到最高法院。在这期间他的餐厅照常营业，而费曼依旧有免费的七喜汽水喝。

### 逸闻
费曼曾常在酒吧里与一个当地的老大谈笑风生，还体验过被人催眠与“靈魂出竅”的感觉（或者说是幻觉），并把经历记录在《别闹了，费曼先生！》一书中。
虽然费曼对语文没什麼兴趣，但是这不影响他对其它语言和文字的兴趣。例如他研究过玛雅文字，向日本同行学习过日语。在生命的最后几年，他还自学了冷门的图瓦语。
费曼拥有联觉，自称所看到的某些方程中的字母和符号会是彩色的。“我教很艰深的诸如巴塞尔积分方程时，我会看见方程式的数字、符号是五彩的——我也不知为什么。我会在脑海中看见方程就像杰克和艾曼德教科书里的一样，但是‘J ’是棕色的，‘N’是紫色的，‘X’是黑色的，到处飘浮着。”
费曼曾在研究2个特殊状态的氢原子能量差（今称“兰姆位移”）时发生了错误，算出来等于0，并发表了出去。碰巧的是，以计算能力过硬而闻名的朱利安·施温格也算出了同样的错误答案，和费曼错到一块儿去了。这使得本来得到了正确结果的维克托·魏斯科普夫在发表论文时（约在1947年）一度望而却步。魏斯科普夫得到的结果是一个很小的但又不等于零的值。费曼事后声明说是自己弄错了。值得一提的是，魏斯科普夫正是费曼老同事盖尔曼的博士论文导师。
费曼曾在打鼓时认识了作派疯狂的艺术家左赐恩(Jirayr Zorthian)。费曼后来跟左赐恩学画画。费曼也想让不了解科学的左赐恩学一点物理，于是向他演示了一个电磁铁实验，但结果是对牛弹琴。
费曼很欣赏量子电动力学的先驱狄拉克，费曼有一部分工作也是建立在狄拉克早年成果之上的。费曼一直很想找狄拉克专门讨教问题，但是狄拉克是一个沉默寡言出了名的人，很难打开话匣子。为此，费曼不止一次找话题和狄拉克套近乎，但多数情况都吃了闭门羹。平时口若悬河的费曼对惜字如金的狄拉克几乎无计可施。据说狄拉克有一次见到费曼时，直接用了一句“我有一个方程（指狄拉克方程），你有吗？”打发了他。
费曼本人对费曼图非常得意，曾把它画在自家的汽车上。盖尔曼则把“夸克”一词写在自己车上，和费曼对着干。
罗伯特·奥本海默曾在听完斯洛特尼克(Slotnick)的博士毕业论文讲解后，认为其计算结果肯定有错误，因为它违背了凯斯定理(Case's theorem)。同样在场的费曼则对此很有兴趣，并只花了1个晚上就完整地重做了斯洛特尼克花费6个月才完成的博士论文研究(当然，费曼已从斯洛特尼克的讲解中得到了研究思路)，证明了凯斯定理中存在漏洞，还得到了适用于更广泛情形的结论，这令次日得知此事的斯洛特尼克非常惊讶。当天没有到场的凯斯在事后也感谢费曼指出了自己的错漏。费曼还在诺贝尔演讲中提到了这件事。

## 风格与评价
|  | 从前我随兴之所至——我不会忧虑这究竟对核子物理的发展是否重要，只会想这是否有趣，好不好玩。还在念高中时，看到水龙头流出来的水流逐渐变少，我很好奇能不能研究出它的曲线，而我发现那并不难。事实上，我根本没必要去研究它，它对科学发展也无关重要，何况那问题早有人研究过了。但对我来说毫无分别：我还是会发明些什么，为了觉得好玩而做物理。 这就是我的新人生观。好吧，我筋疲力尽，我永远不会有多么伟大的成就。而目前在大学这份教职很不错，我颇能自得其乐。那么就像读《天方夜谭》一样，让我来玩玩“物理游戏”。什么时候想玩就什么时候玩，不再担心这样做有什么意义。 ——《別鬧了，費曼先生！》 |

费曼以惊人的物理直觉而闻名，常能避免复杂的计算而洞察问题本质。杨振宁认为费曼确实有不同于常人的物理直觉，而费曼图与费曼路径积分的提出也少不了其物理直觉的帮助。。Mathematica的发明者斯蒂芬·沃尔夫勒姆曾点评说与包括自己在内的许多科学家不同，费曼的科研动机最纯粹，完全是出于发现奥妙的乐趣。而费曼的物理直觉也不完全是靠天才，可能他随口说的一个看似奇妙而有效的方法，往往都是自己曾经通过大量思考和复杂计算才得出的实用经验。
|  | 我的目的不是叫你们如何应付考试，甚至不是让你们掌握这些知识，以便更好地为今后的你们面临的工业或军事工作服务。我最希望的是，你们能够像真正的物理学家们一样，欣赏到这个世界的美妙。物理学家看待这个世界的方式，我相信，是这个现代化时代真正文化内涵的主要部分。（也许有一些别的学科的科学家会反对我的说法，但我相信他们绝对是错误的。）也许你们学会的不仅仅是如何来欣赏这种文化，甚至也愿意参加到这个人类思想诞生以来最伟大的探索中来... 科学是一种方法，他教导人们，一些事物是如何被了解的，不了解的还有些什么，对于了解的现在又了解到什么程度（因为没有绝对了解的），如何对待疑问和不确定性，依据的法则是什么，如何思考并作出判断，如何区别真相和欺骗……在对科学的学习中，你学会通过试验和误差来处理问题，养成一种独创精神和自由探索精神，这比科学本身的价值更大。 ——《费曼物理学讲义》 |

费曼是一位杰出的教育家，主张教育应注重兴趣与方法的引导，而非直接罗列和灌输实用的知识。他认为平庸而沉闷的传统课程难以使学生真正接触到物理的引人入胜之处，他为此雄心勃勃地筹划了《费曼物理学讲义》，决心用全新、有趣而统一的观点展现出整个物理学基础。加州理工学院后来专门设立了一个“理查德·费曼杰出教育奖”(Richard P. Feynman Prize For Excellence In Teaching)。
费曼从不迷信权威，是个典型的经验主义者。费曼反对“人文科学”的稱呼，认为人文科学根本不是科学。费曼在很长一段时间内都不认可完全缺乏实验基础的弦理论，对研究弦论的同事约翰·施瓦茨也很不待见。虽然在生活中爱出风头，但是费曼在治学时是一个低调务实的人，不喜欢当研究团队的领导者，更愿意让自己的研究来说明一切；而老对手盖尔曼则很崇尚秩序和领导能力，但影响力没有走出学术圈以外，这与费曼刚好相反。
费曼个性鲜明，是一个一反传统的特立独行的科学顽童。理论物理学家杨振宁评价费曼是一个“一个几乎任何事情都与众不同的人”。杨振宁除充分肯定费曼的天赋和成就外，也认为过于忽视传统学习方法是费曼的短处。里昂纳德·曼罗迪诺在《费曼的彩虹》一书中认为“对费曼而言，物理学和生活都是由本能与灵感主宰，因此他对规则和社会惯例才会不屑一顾。他忽视物理学的传统方法，发明自己的方法、自己的路径积分、以及自己的费曼图。他也忽视学术文化，发明自己的文化，和学生在“油腻”用餐，或在脱衣舞俱乐部研究他的物理学，他之所以做研究是出于热爱、而非抱负。如果他的行为不受认可，他根本也不会在乎别人怎么想。”理论物理学家李奥纳特·苏士侃也曾在一次题为《我的好友理查德·费曼》的TED演讲上评价费曼是一个非常非常伟大的科学家、很棒的演员和超群的教师。苏士侃认为费曼善于引人注目、性情急躁、无礼、不服输、爱攀比智力、自负但又有趣，还厌恶在学术研究中故弄玄虚、卖弄术语、做作和假大空的行为。美国认知心理学家史迪芬·平克在致《Quantum Man: Richard Feynman's Life in Science》一书的推荐辞中说费曼是上世纪最伟大的科学家；理论物理学家布莱恩·葛林也在同一本书的推荐辞中称赞费曼的成就是“具有穿透力的突破”（“突破”一词用的是复数）。微软创始人比尔·盖茨认为，费曼的生动讲解使科学充满了趣味，而且绝无其他人能够比他做得更好。Google创始人谢尔盖·布林从青年时代起就一直喜欢费曼，认为费曼对自己的人生轨迹影响很大，对他赞不绝口。实验物理学家朱棣文受邀并见到自己的崇拜对象费曼时，费曼想借助了解朱棣文的研究方向的机会，趁机跟他比一下谁更聪明。朱棣文感叹很少有科学家在获得大奖后还能拥有费曼一样轻松和爱玩的生活态度。大数学家迈克尔·阿蒂亚晚年在其“论证”黎曼猜想的发布会上引用费曼对精细结构常数的评论时，顺便称赞了费曼的杰出。数学家陶哲轩把费曼的名言“事实证明真相总比你想的简单。”（The truth always turns out to be simpler than you thought.）放在自己的主页名言栏中。
实验物理学家埃米利奥·塞格雷曾在1980年出版的《从X射线到夸克》(From X-rays to Quarks: Modern Physicists and Their Discoveries)一书中，把朗道与费曼以及杨振宁三人并列为近一二十年来少数能在许多不同领域都有杰出成就的全才物理学家。数学专业出身的理论物理学家弗里曼·戴森评价说：“在遇到费曼之前，我已经发表过许多数学论文，这些论文充满了小聪明，但总的来说缺乏重要性。当我遇到费曼时，我立即知道我已经进入另一个世界。他对发表漂亮的论文毫无兴趣。他在为理解大自然的作品而奋斗，试图彻底重建物理学，我还从未见谁有过如此高昂的奋斗热情... 施温格和朝永振一郎已经各自独立地取得了成功，在计算相同的物理量时，他们使用了更为费力、更为复杂的方法，而费曼则可以从他的图表直接得出那些量。施温格和朝永振一郎没有重建物理学，他们在撞见物理学时也拿它来用，但是他们仅仅是介绍新的数学方法从物理学中析取数字... 我写了一篇为《朝永振一郎、施温格和费曼的放射理论》的论文，阐释为什么说这三个理论看起来不同而实质上一样。在我的文章中，我谨慎地待三个主角，给予他们同等的尊严和崇敬；但我心里知道，费曼是这三人中最伟大的一个... 这些重要的东西是诚实，独立，承认自己的无知。他憎恶等级制度，一生享受着人们的友谊。他像莎士比亚一样，是个有喜剧天赋的演员。”费曼的老对手盖尔曼在费曼葬礼的讣闻中写了一些不服气的话；“在理查的风格中，我向来喜欢他不浮夸的表达方式。有些理论学家以华丽的数学语言或刻意虚饰的结构，装饰有时其实相当平庸的作品，令人生厌。但理查总是以直接的方式，表达强而有力、富有巧思与原创性的构想，令人激赏。但我对理查广为人知的另一个风格则不是那么欣赏。他总是把自己围在神话色彩中，花许多时间与精力创造有关自己的逸事……当然，许多逸事是经由理查自己所说的故事构成，在这些故事中他通常是英雄，而且只要有机会，他总是显得比其他人聪明。我得坦陈这些年来，身为他一直想超越的竞争对手，我一直感到不自在；而且我发现和他共事并不那么意气相投，因为他似乎比较喜欢把我们视为‘你’和‘我’，而不是‘我们’。或许对他来说，要跟一个不只是衬托他那些构想的人合作很难......”据苏联理论物理学家和核武器专家维塔利·金兹堡回忆，在朗道的物理学家实力排名中，费曼被排在了“1.0”级（高于朗道本人，且和玻尔、维尔纳·海森堡和保罗·狄拉克等人齐平）。金兹堡对于朗道把费曼列入“1.0”级比较意外。金兹堡虽然称赞费曼是无可争议的拥有过人智慧的物理学家，但他还是认为费曼相比之下逊于被列入同一级别的其他人。金兹堡猜测朗道可能是特别钟爱费曼图，而且觉得自己（朗道）没有能力创造出这样直观易懂的表示方法。

## 著作列表

### 《费曼物理学讲义》
《费曼物理学讲义》是费曼最有意思的一部物理学作品。这些讲义是1962年费曼为大学生讲授的。原是费曼的课堂即兴演讲集，录音后又整理成册出版。羅伯·雷頓负责编辑成册。这套书观点现代，内容循序渐进，用统一的思路梳理了基础物理学的方方面面。因费曼是前沿科学家中的佼佼者，所以他可以把许多看似平淡无奇的知识点与许多惊人的最新成果联系起来，向学生展示基础课中介绍的物理学原理并没有陈旧过时，其中的许多原理也在高深的研究中体现出令人赞叹的魅力与威力。书中许多有趣的类比都是作者信手拈来的。在第三卷量子力学部分，他独辟蹊径地将容易吓退初学者的薛定谔方程放在最后再讲，而把通常教材中视为高阶知识的“自旋”等新奇有趣的内容反而放到前面讲。在全部3卷书中，他一直在重复构建着这样的教学理念，即学习物理并不需要先急着讨论怎么求解方程或者知道如何套公式，而是先在头脑里构建一个整体性的框架，把大方向摸清楚，再慢慢补全各个技术细节。在讲到能量守恒定律时，他还引用卡通人物淘气阿丹作主角来举例，拉近与学生的距离。在讲到“叠加原理”和“张量”等抽象名词时，其讲解紧扣其由来和物理背景，故比其它直接给出一堆形式化定义的教材更加直观易懂。在提到为什么不能用浅显的知识解释不同类型的微观粒子服从不同的统计分布规律时，他直白地向学生承认是自己对这个知识点的理解还不够透彻。曼罗迪诺认为“书中呈现的世界观不是任何物理学家看世界的方式，而是他这位物理学家的独特方式”。这套教材经过时间的考验，直到今天还十分适用。
与所有理论物理学家一样，费曼也是还原论者，而且非常推崇最小作用量原理。但因为《费曼物理学讲义》是为本科生写的基础读物，所以费曼没有系统介绍晦涩而深刻的变分原理(第2卷中有名为《最小作用量原理》的专题讲座，虽然浅显易懂，但篇幅很少，讲得不够系统)，但在书中总是不时地提到用变分原理能得到更简洁漂亮的结果。与他人不同的是，费曼并不满足于从数学角度了解和发展这个原理，他还试图找出它的直观解释。费曼曾办了4场大众专题讲座，并将讲座内容写成《QED：光和物质的奇妙理论》一书，另有讲座现场视频保存至今。这本书也是少见的专门介绍量子电动力学的通俗读物，其中就介绍了由路径积分的视角给出的对最小作用量原理的新理解。
数学家陶哲轩曾在自己的博客上发文截取1段出自《费曼物理学讲义》第1章“引论”中的话，评价费曼的言语极富诗意(surprisingly poetic)。
- Richard P. Feynman. . Perseus Press. 1994. ISBN 978-0-201-40955-0.
- Richard P. Feynman. . Addison Wesley. 1997. ISBN 978-0-201-15026-1.

《六個簡單的事物》和《六个不那麼容易的事物》也都截取自《费曼物理学讲义》第一卷。

### 其它物理学著作
- Richard P. Feynman; Steven Weinberg.  [基本粒子和物理学法则 —— 1986年狄拉克回忆讲义]. Cambridge University Press. 1987. ISBN 9780521340007 （英语）.
  - 汉译本：理查德·费曼; S·温伯格.  [从反粒子到最终定律]. 第一推动丛书. 李培廉 (译者), 吴炜 (责任编辑), 陈刚 (责任编辑) 中文版第1版 (翻译自1999年出版的英文平装版第1版). 湖南科技出版社. 2003年. ISBN 7-5357-3689-0 （中文（中国大陆））.
- Richard P. Feynman. . 1985-08. ISBN 978-0-8053-2501-0 （英语）.
- Richard P. Feynman. . ISBN 978-0-8053-2509-6 （英语）.
- Richard P. Feynman. . ISBN 978-0-8053-2507-2 （英语）.
- Richard P. Feynman; Albert Hibbs.  [量子力学和路线积分]. 1965. ISBN 978-0-07-020650-2 （英语）. (该书为量子电动力学专著。)
- Richard P. Feynman.  [费曼重力讲义]. 1995. ISBN 978-0-201-62734-3 （英语）. (该书为广义相对论专著，美国理论物理学家焦恩·普瑞斯基尔（英语：John Preskill）和基普·索恩在序言中对该书给予了高度评价。[80])
- Richard P. Feynman. . ISBN 978-0-201-48991-0 （英语）.
- Richard P. Feynman. . 1997. ISBN 978-0-09-973621-9 （英语）.
- Richard P. Feynman.  [费曼处理器：量子纠缠与计算革命]. ISBN 978-0-7382-0173-3 （英语）.
- Richard P. Feynman.  [費曼物理學訣竅]. ISBN 0-8053-9063-4 （英语）. (中文版ISBN：978-986-417-998-5)
- 恩里科·費米; 帕斯库尔·约当; 沃纳·海森堡; 弗里曼·戴森; 维克托·魏斯科普夫; 威利斯·蘭姆; 保罗·狄拉克; 罗伯特·奥本海默; 罗伯特·雷瑟福德（英语：Robert Retherford）; 沃尔夫冈·泡利; 汉斯·贝特; 费利克斯·布洛赫; 奥斯卡·克莱因; 朱利安·施温格; 朝永振一郎; 理查·費曼; 尤金·维格纳. 朱利安·施温格 , 编.  （英语）.

### 科普
- Richard P. Feynman.  [物理之美].（或译作《物理学定律的本性》）
- Richard P. Feynman.  [QED：光和物质的奇妙理论]. 张钟静 第1版. 湖南科学技术出版社. 2012年. ISBN 7535772447.（市面上很少见的专讲量子电动力学的科普读物。）

### 文集
- Richard P. Feynman. Ralph Leighton , 编.  [別鬧了，費曼先生！]. 諾頓公司. 1985  [2018-03-29]. ISBN 0-393-01921-7. OCLC 10925248. 原始内容存档于2011-04-01 （英语）.

本書曾由牛頓雜誌社於1988年末期以《科學家，你在開玩笑吧！》為書名出版上下兩冊，列入《牛頓文庫》，譯者為許美齡、林永愛，無ISBN碼。
本书由费曼在与同事的儿子一起玩鼓的过程中断断续续的叙述完成（长达7年），内容包括费曼身上发生的各种有趣故事，本书是费曼最重要的自传，大部分生平事迹在本书中（除了和第1任妻子的详细故事在《你管别人怎么想》中）
- Richard P. Feynman. Ralph Leighton , 编.  [你管別人怎麼想？]. 諾頓出版社. 1988. ISBN 0-393-02659-0 （英语）.(主要含和第一任妻子，同时也是初恋女友的故事，以及调查挑戰者號太空梭災難的主要故事。)
  - 中國汉译本：费曼. Ralph Leighton , 编.  [你干吗在乎别人怎么想？：充满好奇心的费曼]. 李沉简 (汉译者). 北京: 中国社会科学出版社. 1999. ISBN 7-5004-2263-6 （英语）.
  - 台湾汉译本：费曼.  [你管別人怎麼想：科學奇才費曼博士]. 尹萍、王碧 (汉译者). 天下文化. 2018. ISBN 978-986-479-483-6 （中文（臺灣））.
- Richard P. Feynman.  [這一切的意義：公民科學家的思想]. Perseus Press. 1999. ISBN 978-0-7382-0166-5 （英语）.
- Richard P. Feynman. 杰弗裡·羅賓斯 (编辑) , 编.  [發現事理的樂趣：費曼最佳短篇作品集]. Perseus Press. 1999. ISBN 978-0-7382-0108-5. (内容与《别闹了！费曼先生》有大量重复)
  - 中国大陆汉译本：Richard P. Feynman.  [发现的乐趣]. 走进费曼丛书. 张郁乎 (译者); 吴炜 (责任编辑); 贾平静 (责任编辑) 第1版. 湖南科学技术出版社. 2005. ISBN 7-5357-4415-X.),
  - 台湾汉译本：Carl Feynman; Michelle Feynman.  （中文（臺灣））.[81]
- Michelle Feynman; Carl Feynman.  [費曼手札：不休止的鼓聲]. 2005. ISBN 978-0-7382-0636-3 （英语）.

### 其它作品
- Ralph Leighton.  [前往图瓦或者选择认输：理查德·费曼最后的旅程] 1. W W Norton & Co Inc. 1991. ISBN 9780393029536 （英语）.
  - 台湾汉译本：Ralph Leighton.  [费曼的最后旅程] 1. 新新闻文化事业股份有限公司. 1998. ISBN 9578306040 （中文（臺灣））.
  - 中国大陆汉译本：拉夫·莱顿.  [费曼的最后旅程]. 走近费曼丛书. 台湾新新闻编译中心 (翻译); 张中爱 (修订) 1. 湖南科学技术出版社. 2005. ISBN 9787535742742 （中文（中国大陆））.
- Silvan S. Schweber. . 普林斯頓物理學系列 （英语）.

### 音频录音
- "费曼6堂Easy相对论"
- "费曼6堂相对论"
- 费曼物理学讲义：完整录音
  - 量子力学，第一卷
  - 高等量子力学，第二卷
  - 从晶体结构到磁，第三卷
  - 电磁性能，第四卷
  - 费曼物理学讲义：能量和运动, 第五卷
  - 费曼物理学讲义：动力学和热, 第六卷
  - 费曼讲义：Science and Vision,第七卷
  - 费曼讲义：重力 相对论和电磁,第八卷
  - 经典物理学基本概念，第九卷
  - 量子物理学基本概念，第十卷
- . vega.org.uk.   [2006-05-04]. （原始内容存档于2020-08-21） （英语）.

## 傳記&他人回忆
- Jim Ottaviani.  [费曼]. Leland Myrick (插图绘制者) 1. First Second. 2011. ISBN 1596432594 （英语）.
- James Gleick.  [天才：理查德·费曼的人生与科学]. 1993 （英语）.
  - 汉译本：詹姆斯·格雷克.  [费曼传]. 黄小玲 (汉译者). 中国高等教育出版社. 2004. ISBN 9787040158182 （中文（中国大陆））.
- 杨建邺. . 金城出版社. 2016 （中文（中国大陆））.
- John Gribbin（英语：John Gribbin）; Mary Gribbin.  [迷人的科學風采——費恩曼傳]. 江向东 (译者). 世纪出版集团, 上海科技教育出版社. 2005. ISBN 9787542859013 （中文（中国大陆））.
- Laurie M. Brown; John S. Rigden.  [满载美好：对理查德·费曼的回忆] （英语）.
- Jagdish Mehra.  [不同的鼓声：理查·费曼的生活与科学]. 1994 （英语）.
- 克里斯托弗·賽克斯(Christopher Sykes).  [超凡天才：头脑灵光的理查德·费曼]. 諾頓公司. 1996. ISBN 978-0-393-31393-2 （英语）.
- Ralph Leighton. . 諾頓公司. 2005. ISBN 978-0-393-06132-1 （英语）.
- Lawrence M. Krauss. . W. W. Norton & Company. 2011. ISBN 0-393-06471-9 （英语）.
- Jim Ottaviani; Leland Myrick. . First Second. 2011. ISBN 978-1-59643-259-8 （英语）.
- Leonard Mlodinow.  [費曼的彩虹]. ISBN 978-0-446-69251-9.(中译版：里昂纳德·曼罗迪诺. .  [费曼的彩虹：物理大师的最后24堂课]. 陈雅云 (翻译), 周宏 (责任编辑), 辛艳 (特约编辑) 第1版. 陕西师范大学出版社. 2007年. ISBN 978-7-5613-3712-7 （中文（中国大陆））.)

## 文化影响

### 電影和戲劇
- 1996年，由费曼的爱情故事改编而成的电影《情深我心（英语：Infinity (film)）》上映。这部電影讲述了費曼與他的第一任妻子的戀情，还有费曼参与三位一体核试验的经历。
- Peter Parnell. . Applause Books. 2002. ISBN 978-1-55783-592-5 （英语）.（剧目）。
- Crispin Whittell.  [聰明的迪克]. Oberon Books. 2006 （英语）.（剧目）
- 1982年，英國廣播公司《地平線》栏目联合美国PBS《新星》(Nova)栏目制作了50分鐘的纪录片《发现的快樂》，制作人是克里斯托弗·賽克斯(Christopher Sykes)。
- 1987年，英國廣播公司《地平線》和PBS《新星》又制作了50分鐘的纪录片《一個天才的最後旅程——探寻在唐努之滨的圖瓦》(Last Journey of a Genius -- The Quest for Tannu Tuva)，費曼的好友兼同事拉爾夫頓也有参与其中。
- 英國廣播公司《地平線》和PBS《新星》制作了2集纪录片《非凡天才》(No Ordinary Genius)。1993年，此片又被改为一個多小時的纪录片《自愛因斯坦以来最好的头脑》(The Best Mind Since Einstein)播出，时长1个小时。其中涉及關於費曼的生活和工作的兩方面的紀錄片，有采访同事、朋友和家人。
- 2013年，英國廣播公司推出剧目《挑戰者》(The Challenger Disaster)，主演威廉·赫特。该剧讲述費曼调查1986年挑戰者號航天飛機災難背后真相的故事。

### 科技圈
- 费曼的头像曾出现在数学计算引擎Wolfram Alpha (知名数学软件Mathematica网络版)的首页。

## 纪念
- 2005年5月4日，美國郵政以多種配置發行了一套美國科學家紀念郵票，每套由四枚37美分自粘郵票組成。郵票上的科學家包括理查德·費曼，約翰·馮諾伊曼，芭芭拉·麥克林托克和约西亚·威拉德·吉布斯。費曼的郵票，棕褐色調，上有一張30多歲的費曼和八個小費曼圖的照片。
- 美国費米實驗室的計算部門大樓被命名爲“費曼計算中心”以紀念他。

## 大众影响

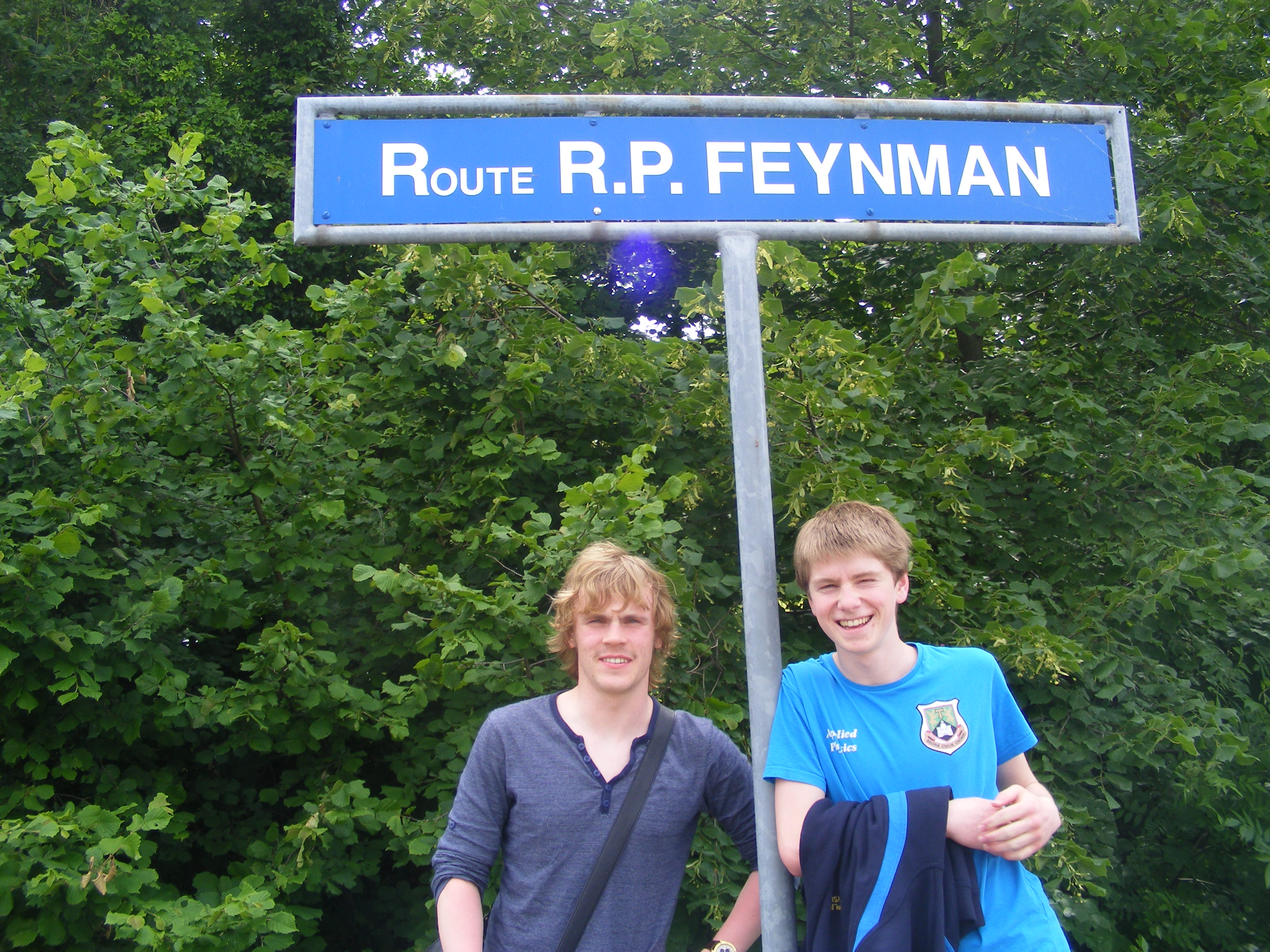
位于CERN的“费曼路”。

- 比尔·盖茨在微软官方网站上专门为费曼设立了图瓦计划（英语：Project Tuva），以让更多的人可以通过免费观看视频感受到费曼的教学魅力。[66][67][82]影片的版权是他自己掏钱买下的。
- 演員艾倫·阿爾達委託劇作家彼得·帕內爾寫了兩個角色的劇，描述費曼死亡兩年前虛構的一天。這個叫做《量子電動力學》的劇，基於20世紀90年代費曼的著作，於2001年首演於加利福尼亞州洛杉磯的馬克錐論壇。這部劇之後在百老匯的維維安博蒙特劇院上演，阿爾達均主演了理查德·費曼。
- 他是托馬斯·麥克馬洪在1970創作的小說《美國核化學原理》一個主角的原型。
- Real Time Opera的歌劇《費曼》於2005年6月在諾福克（CT）的室內樂音樂節首演。
- 2008年2月洛杉磯戲劇作品發布的“移動體”有記錄飾演理查德·費曼的阿爾弗雷德·莫利納。這部劇作家亞瑟吉隆寫的廣播劇解釋了費曼如何成為標誌性的美國科學家之一，基於從口述回憶錄“你一定是在開玩笑，費曼先生！”和“你在乎什麼其他人的想法？”中的材料。
- 費曼去世二十週年時，作曲家愛德華·馬努基揚寫了一首單簧管獨奏來紀念他。它的首演是由馬里洛交響樂的首席單簧管Doug Storey演出。
- 2009年至2011年，與費曼的採訪片段，被約翰·博斯韋爾在《科學交響樂》影片中的第二，第五，第七和第十一篇章被使用。
- 1998年，理查德·費曼演講的照片被用在了蘋果公司的一個海報系列里，作為他們的“不同凡想”的廣告攻勢的一部分。
- 2011年，費曼是一部傳記的圖畫小說《費曼》的主題，它的作者是吉姆奥塔维亚尼，由利蘭邁里克配圖。
- 在2013年，英國廣播公司電視劇《挑戰者》中描繪了費曼的角色。

## 脚注参考文献

### 引用与参考资料
1. ↑  Tindol, R.  (新闻稿). California Institute of Technology. 1999-12-02  [2012-12-01]. （原始内容存档于2012-03-21）.
2. 1 2 3 4 5 6 7  见Gribbin 2005，第15-17頁。
3. 1 2  见Gribbin 2005，第20頁。
4. 1 2 3 4  见Michelle_F 2005，第175-177頁。
5. ↑  见Gribbin 2005，第19頁。
6. 1 2 3 4  见Gribbin 2005，第16頁。
7. ↑  见Gribbin 2005，第21頁。
8. 1 2 3 4 5 6 7  见Gribbin 2005，第23-24頁。
9. 1 2 3 4 5  见Gribbin 2005，第47頁。
10. 1 2 3 4 5  见Gribbin 2005，第48-49頁
11. 1 2 3  见Gribbin 2005，第54頁。
12. ↑  见Gribbin 2005，第50頁。
13. 1 2 3 4  见Gribbin 2005，第55頁。
14. 1 2 3  见Michelle_F 2005，第164-165頁。
15. ↑  米歇尔·费曼. . "Basic Books". 2005. ISBN 0738206369.
16. 1 2  见《发现的快乐》(张郁乎译本)第1章“发现的乐趣”第9-11页。摘录如下：“这是和我原来的研究完全不一样的工作。也就是说，为了做这个工作，我不得不放弃自己的研究——那是我生命的动力——不过我想，为了保护人类的文明，我应该去做... 关于道德问题，我确实有些想说的话。开展这项研究计划的最初理由是，德国是个威胁。”“我记得，当时唯一的反应——也许我自己的反应已经让我丧失了理智——是十分得意和兴奋。有许多集会，人们都举杯庆祝，酩酊大醉。你可以想象，洛斯-阿拉莫斯的景象和当时广岛的景象形成了多么巨大而意味深长的反差！我卷入了那个狂欢，也喝酒而且喝醉了，坐在吉普车的蓬顶敲鼓，兴奋地敲着鼓，在洛斯-阿拉莫斯满城跑。而同时，广岛的人们正在死亡、挣扎。”“这场性质奇特的战争结束后，我有了个强烈的本能反应——这反应也许是来心理因素，因为那时我刚失去了我的妻子。我记得广岛原子弹爆炸后不久，有一天我和母亲在纽约的一家餐馆里——不记得了，大概在第 59 大街——我想到了纽约这个城……我知道投在广岛的那颗原子弹有多大，它能覆盖多大的地区……我意识到，假如在纽约的 34 大街上扔一颗那样的炸弹，巨大的爆炸会一路卷来，这些人都将死去，这里的一切都会被杀死。而且不会是仅此一颗，继续造原子弹是很容易的。这是一种可怕的宿命，因为我已经看到观主义者早早就看到——现在、以后的国际关系行为方式与他们曾经的做法不会有什么差别，像其他事情一样，这也会重演。而且我相信，人们很快就会适应这一切。因此我感到很不安……我真的陷入了一种压抑的状态。”
17. ↑  见《发现的乐趣》(张郁乎译本)第86页和《别闹了，费曼先生！》(吴程远译本)第119-120页。
18. 1 2  见Mlodinow 2007，第24頁。
19. ↑  见Mlodinow 2007，第1-2頁。
20. ↑  . 同济大学新闻网. 2008年5月20日  [2016年8月16日]. （原始内容存档于2016年8月16日）. 杨教授回忆道，他和李政道的这篇论文在1956年发表之后，包括费曼在内的大理论物理学家都不相信。如何为他们提出的这一新理论提供有说服力的实验证明，成为关键。杨教授说，当时大部分物理学家都认为这些实验不值得去做，而“吴健雄独具慧眼”。两次实验，均成功证明了“弱相互作用下，宇称不守恒”。从此，三位中国物理学家的名字，举世皆知。
21. ↑  . 陈怡 (责任编辑). 新华网, 金华新闻网. 2008年5月7日  [2016年8月16日]. （原始内容存档于2016年9月20日）. 杨振宁说，在诺贝尔物理学奖得主中，一九四五年得奖人泡利表示“我不相信上帝是个弱的左撇子”，并准备投入很多赌注。一九六五年的得奖人费曼提出了五十对一的赔率，赌宇称必定守恒。一九五一年得奖人布洛赫则说，如果真的宇称不守恒，他会把自己的帽子吃掉。
22. ↑  . 今晚报, 南开大学新闻网. 2007年12月3日  [2016年8月16日]. （原始内容存档于2021年4月21日）. 1956年6月22日，杨振宁与李政道寄出论文，当时的题目是《在弱相互作用里，宇称是守恒吗？》但文章正式发表后，题目被改为《在弱相互作用中宇称守恒的问题》。“因为当时《物理评论》的编辑说，一个文章的题目里头不可以有问号。但我还是觉得我们原来的题目更传神”。“预印本发出去后，大家都不相信。”杨振宁说，在诺贝尔物理学奖得主中，1945年得奖人泡利看到预印本以后表示“我不相信上帝是个弱的左撇子”，并准备投入很多赌注。1965年的得奖人费曼提出了50对1的赔率。1951年得奖人布洛赫则说，如果真的宇称不守恒，他会把自己的帽子吃掉。","在这种情况下，“大部分物理学家都不想进行我们这个实验。他们觉得非常困难，不值得去做，因为结果一定会证明前人的观点，但是吴健雄有更深入的战略性眼光。她独具慧眼”。
23. ↑  李怡青, 李瑞丹. . 中新网, 科学网新闻中心. 2008年5月7日  [2016年8月16日]. （原始内容存档于2021年3月22日）. 诺奖得主泡利、费曼、布洛赫当年均坚称宇称必定守恒","一九四五年得奖人泡利表示“我不相信上帝是个弱的左撇子”，并准备投入很多赌注。一九六五年的得奖人费曼提出了五十对一的赔率，赌宇称必定守恒。一九五一年得奖人布洛赫则说，如果真的宇称不守恒，他会把自己的帽子吃掉。
24. ↑  张天蓉. . 科学网, 网易科技. 2015年6月4日  [2016年8月16日]. （原始内容存档于2017年1月14日）. 泡利强烈地表示，绝不相信上帝会是个弱左撇子，并准备投入大赌注与人打赌，不过幸亏只是口说无凭，没真正投赌注。费曼也坚信宇称守恒而与人打赌，一年后只好认输付钱，还好赌金只是50美元而已。另外一位著名的物理学家就更有意思了，研究晶体的布洛赫曾经说，如果宇称不守恒，他就把自己的帽子吃掉！后来宇称不守恒被证实之后，布洛赫便耍赖皮说自己根本没有帽子。
25. ↑  Fay Dowker.  [70岁的史蒂芬·霍金：科学宇宙中依旧最耀眼的明星]. 2012年1月1日  [2018年4月18日]. （原始内容存档于2021年4月21日） （英语）. As an impressionable young student, it was a tremendous thrill to meet so many celebrities and renowned physicists. One of the great excitements of visiting Caltech, where Stephen was a Fairchild scholar in 1975, was meeting the brilliant physicist Richard Feynman, who was regarded almost like a god there. He used to visit our office quite often and, since Stephen's voice was already quite weak, I would act as interpreter.
26. 1 2 3 4  Joseph Polchinski.  [一位理论物理学者的回忆] (pdf). arxiv. 2017年8月31日  [2018年4月28日] （英语）. With Caltech, the dominance of two charismatic professors, Feynman and Gell-Mann, had slowed the reaction to the  discovery  of  asymptotic  freedom  and  all  that  it  implies.","In Feynman’s Nobel speech, he tells the story of poor Slotnick, whose just-finished Ph.D. dissertation Feynman had reproduced, and more, in a single night.","At the time we met, Feynman was a star, Thorne was a rising young star, and Zajc was, like me, a young whippersnapper setting his first steps on the Caltech campus.
27. ↑  何淑铃 (整理). . . 李雅明 (主编) 1. 台湾国立清华大学出版社. 2004: 82. ISBN 957-29880-3-4 （中文（臺灣））. 他（朗道）还有一个特点，比方说50分钟一节课，他45分钟就讲完，每个学期都提前一两个礼拜就讲完。他这个人不修边幅，有一次还把领带转到后头去了。
28. ↑  见Michelle_F 2005，第156頁。
29. ↑  见Michelle_F 2005，第157頁。
30. ↑  见Michelle_F 2005，第159頁。
31. 1 2  J. J. O'Connor, E. F. Robertson.  [恩斯特·卡尔·格拉赫·斯蒂克尔堡]. 圣安德鲁斯大学. 2008年7月  [2016年12月31日]. （原始内容存档于2019年11月3日） （英语）. A big advance in theoretical physics was the renormalization programme in quantum field theory. At the 1948 Solvay congress, Oppenheimer insisted on preserving covariance in all steps of the calculation if one wants to eliminate the infinities which otherwise occur. He then quoted Stueckelberg's 1934 paper as giving an example of such a covariant theory. This was not Stueckelberg's only contribution to the renormalization programme, however, for in the early 1940s he wrote a long paper outlining a complete and correct description of the renormalization procedure for quantum electrodynamics. He sent it to the Physical Review, but it was rejected.","He then set about filling in all the details but Schwinger and Feynman published their version first and Stueckelberg received no recognition for his remarkable contributions.","After receiving the Nobel Prize, Feynman lectured at CERN to an audience which included Stueckelberg. Jagdish Mehra writes: After the lecture, Stueckelberg was making his way out alone ... from the CERN ampitheatre, when Feynman - surrounded by admirers - made the remark: 'He [Stueckelberg] did the work and walks alone toward the sunset; and, here I [Feynman] am, covered in all the glory, which rightfully should be his!'
32. ↑  见Mlodinow 2007，第134頁。
33. ↑  见Silverman 2012，第44-46頁。
34. ↑  见Gribbin 2005，第1頁(前言部分)。
35. ↑  见Mlodinow 2007，第25頁。
36. ↑  见《发现的乐趣》(张郁乎译本)第5章“肯定还有大量的空间”。
37. ↑  见《发现的乐趣》(张郁乎译本)第2章“未来的计算机”。
38. 1 2 3  . 科学网. 2018年1月12日  [2019年6月21日]. （原始内容存档于2021年4月21日） （中文）.
39. ↑  见《别闹了，费曼先生！》(吴程远译本)第118-119页。摘录如下：“还有就是伟大的数学家冯诺曼。我们经常在星期天一起散步——通常在附近的峡谷中，同行的还有贝特及巴查，那是很愉快的经验。冯·诺依曼教会了我一个很有趣的想法：你不需要为身处的世界负任何责任。因此我就形成了强烈的‘社会不负责任感’，从此成为一个快活逍遥的人。大家听好了，我的不负责任感全都是由于冯诺曼在我思想上撒下的种子而起的！”
40. 1 2 3 4  见Gribbin 2005，第22頁。
41. ↑  见Mlodinow 2007，第128頁。
42. 1 2  见Mlodinow 2007，第138頁。
43. ↑  见Silverman 2012，第19頁。
44. ↑  见《别闹了，费曼先生！》(吴程远译本)第5部分“笑闹中的真智慧—上法庭作证”第357-358页和"Surely You're Joking, Mr. Feynman!" —But Is It Art?
45. ↑  伍君仪 (编译) (编). . 广州日报. 2014年11月30日  [2015年10月16日]. （原始内容存档于2021年2月20日） （中文（中国大陆））.
46. ↑  伍君仪 (编译) (编). . 文摘报; 光明网 (转载网站). 2014年12月13日: 03版  [2015年10月16日]. （原始内容存档于2021年4月21日） （中文（中国大陆））.
47. ↑  白瀛 (记者). 白羽 , 编. . 新华网. 2015年10月18日  [2015年10月16日]. （原始内容存档于2018年11月19日） （中文（中国大陆））.
48. ↑  王晓易_NE0011 (编). . 新华网; 网易 (转载网站). 2005年3月4日  [2015年10月16日]. （原始内容存档于2018年11月19日） （中文（中国大陆））.
49. ↑  见Leighton 1999，第50頁 (位于书中第1部分“一个满是好奇心的人”)。
50. ↑  David Kaiser.  (pdf). 麻省理工大学官方网站, MIT Physics Annual: 51–52. 2007年  [2015年1月11日]. （原始内容存档 (PDF)于2021年4月21日） （英语）.
51. ↑  见《别闹了，费曼先生！》(吴程远译本)第249页。摘录如下：“我试着教他电磁学，但当我一提‘电力’，他就告诉我他有个马达坏掉了，问怎样才能把它修好。我想让他实际看看电磁铁怎么发生作用，便造了个小线圈，然后把一根钉子悬在半空中，一通电，钉子就自动荡圈中。他居然说：‘噢！这就跟做爱一样嘛！’我只好死了心，物理课就此结束。”
52. ↑  见Feynman&Weinberg 1987，第1頁 (位于第1章第1页)。摘录相关文字如下：“到这里来我感到非常荣幸。我应该接受这个邀请，毕竟他始终都是我心目中的英雄，而且我自己能来这儿作纪念他的报告是一件再好不过的事。”
53. 1 2 3  . The Rakyat Post. 2009年10月4日  [2016年10月2日]. （原始内容存档于2020年5月8日） （英语）. Dr. FARMELO: 'I mean, as I said, people like, you know, Richard Feynman and - these have gone on the records saying he was their hero. He was the person they looked up to.'","Dr. FARMELO: 'Yeah. Well, I think the picture you're talking about is - was taken in Poland. And that was one of the times where Feynman tried to pin Dirac down, something he often wanted to do, because as I said earlier, Dirac was a hero to Feynman. Feynman was working on a theory in photons, electrons, building on Dirac's great work in the mid-1920s. But he found as he - Feynman often said to friends - extremely difficult to get anything out of Dirac. He was a person of such - he was so inward, so to speak...' FLATOW: 'Yeah.' Dr. FARMELO: '...so unwilling to open up that Feynman found it virtually hopeless.'
54. ↑  Koh Aik Khoon. . 2014年11月11日  [2016年10月1日]. （原始内容存档于2017年1月14日） （英语）. Dirac asked Feynman point blank: “I have an equation, do you have one, too?”
55. ↑  见Silverman 2012，第20頁。
56. ↑  Paul Halpern. . Forbes. 2017年10月24日  [2018年5月1日]. （原始内容存档于2021年4月21日） （英语）.
57. 1 2 3  Institute for Advanced Study and the University of Rochester.  [肯尼斯·M·凯斯 1923–2006] (pdf). 美国国家科学院官方网站: 5. 2013年  [2018年4月28日]. （原始内容存档 (PDF)于2021年3月22日） （美国英语）. ... however, because Murray Slotnick had described his Ph.D. thesis at the same meeting the day before Case was scheduled to speak. Slotnick had found finite results for the pseudo-scalar case, but infinite results for the pseudo-vector one. Oppenheimer was in the audience and challenged Slotnick's results as “violating Case's theorem.” (It is unknown why Case was not present.) Richard Feynman also was there, and he spent the whole night repeating Slotnick's calculations using some of the new methods he was in the process of developing. He proved that Slotnick was correct and challenged Case the next day, after Case's talk. Feynman, using his new methods, had repeated in one night a calculation that had taken Slotnick six months, and he had done it with more generality—Slotnick assumed zero momentum transfer, but Feynman did not. The penultimate paragraph of Case's corrected paper read: “Thanks are due to Dr. R. P. Feynman for pointing out an error in the original manuscript.”
58. 1 2  托尼·黑.  [在技術、娛樂、設計擴展版加州理工學院歌颂理查德·费曼]. 微软研究院. 2011年2月4日  [2018年4月28日]. （原始内容存档于2021年4月21日） （美国英语）. My next story starts in 1948 at the Pocono Conference where all the great figures of physics—Niels Bohr, Paul Dirac, Robert Oppenheimer, Edward Teller, and so on—had assembled to try to understand how to make sense of the infinities in QED. Feynman and Schwinger were the star speakers, but Feynman was unable to make his audience understand how he did his calculations. His interpretation of positrons as negative energy electrons moving backwards in time was just too hard for them to accept. After the conference, Feynman was in despair and later said, “My machines came from too far away.”","Less than a year later, Feynman had his triumph. At an American Physical Society meeting in New York, Murray Slotnick talked about some calculations he had done with two different meson-nucleon couplings. He had shown that these two couplings indeed gave different answers. After Slotnick's talk, Oppenheimer got up from the audience and said ... Feynman said, “No problem, we can just set Q equal to zero in my formulas!” Feynman found that he had obtained the same answer as Slotnick. After Case had presented his theorem, Feynman stood up at the back of the audience and said, “Professor Case, I checked Slotnick's calculations last night and I agree with him, so your theorem must be wrong.”
59. 1 2  陈宗周. . 环球科学 (北京市朝阳区秀水街1号建外外交公寓4-1-21 (Office 4-1-21, Jiangguomen Diplomatic Resi-dence Compound, No. 1, Xiu Shui Street, Chaoyang District, Beijing, China): 《环球科学》杂志社有限公司 (Global Science Magazines Co. Ltd)). 2015年10月, (118期)  [2016年8月7日]. ISSN 1673-5153. （原始内容存档于2016年8月15日） （中文（中国大陆））. 杨振宁：“我注意到了。费曼有许多不同寻常的直觉物理观，他的路径积分与费曼图都是世纪级的、直觉的大贡献...至于我们两人当时对未来看法如此不同，我想还有文化背景的原因。我是中国传统的儒家‘吾日三省吾身’的教训训练出来的，而他是美国的产物。”","杨振宁：“1961年费曼和我的两篇发言对待科学的态度形成了鲜明的对比，这对比是不是也反映了文化传统的分别？而且，这两种态度对于科学的发展，哪个更好？我想这都是非常有意思的问题。”","杨振宁：“...我还要补充一点：费曼对物理的了解有十分深入的地方。他的路径积分我认为是物理学史上的重大贡献。可是他似乎太藐视传统研究方法，是他的短处。”
60. ↑  斯蒂芬·沃尔夫勒姆. . 沃尔夫勒姆研究公司. 2005  [2015-11-04]. （原始内容存档于2021-04-21） （英语）. Some scientists (myself probably included) are driven by the ambition to build grand intellectual edifices. I think Feynman—at least in the years I knew him—was much more driven by the pure pleasure of actually doing the science. He seemed to like best to spend his time figuring things out, and calculating... And often he'd come up with one of those classic Feynman straightforward-sounding explanations. And he'd never tell people about all the calculations behind it. Sometimes it was kind of a game for him: having people be flabbergasted by his seemingly instant physical intuition. Not knowing that really it was based on some long, hard calculation he'd done.
61. ↑  见Hey 2005的序言部分。
62. ↑  启君. . 羊城晚报. 2010年2月27日  [2016年8月9日]. （原始内容存档于2017年1月14日） （中文（中国大陆））. 杨振宁这样评价费曼：“他是一个几乎任何事情都与众不同的人。”
63. ↑  见Mlodinow 2007，第131頁。
64. ↑  李奥纳特·苏士侃. . Lily Yichen Shi (翻译), Alison Xiaoqiao Xie (审译). TED大会, 网易.   [2018年5月1日]. （原始内容存档于2019年5月2日）.
65. ↑  劳伦斯·克劳斯. . amazon.com.   [2016年10月1日]. （原始内容存档于2021年4月21日） （英语）. “A lively and engrossing biography of a lively and engrossing man. Krauss recounts the life and ideas of one of the century's greatest scientist with a deep understanding of both the physics and the man, presented with great lucidity and charm.” (Steven Pinker, Harvard College Professor of Psychology, Harvard University, and author of How the Mind Works)","“Seamlessly entwining colorful episodes of physics' most ‘curious character’ with wonderfully clear descriptions of Feynman's penetrating breakthroughs in quantum theory, Krauss's account is both entertaining and masterly. A great read.” (Brian Greene, author of The Hidden Reality and The Elegant Universe)
66. 1 2  Timothy Prickett Morgan. . The Register. 2009年7月15日  [2015年11月4日]. （原始内容存档于2020年4月11日） （英语）. The BBC filmed the Cornell lectures, known as the Messenger Series, and Gates recently bought the rights to them with the intent of making them available free to the public, as a means of making science interesting. 'No one was more adept at making science fun and interesting than Richard Feynman,' Gates said in a statement announcing that the lectures are now available for free. 'More than 20 years after first seeing them, these are still some of the best science lectures I've heard. Feynman worked hard during his life to popularize science, so I'm sure he'd be thrilled that now anyone, anywhere in the world, can just click a button and experience his lectures.'
67. 1 2  . 微软.   [2015年11月4日]. （原始内容存档于2016年5月6日） （英语）. 'I think someone who can make science interesting is magical. And the person who did that better than anybody was Richard Feynman,' says Bill Gates, chairman, Microsoft Corporation. 'He took the mystery of science, the importance of science, the strangeness of science, and made it fun and interesting and approachable. And I think these Messenger Series lectures he gives are the best science lectures I’ve ever seen.' Through the technology of the Microsoft Research Project Tuva enhanced video player, you can view these historic lectures with searchable video, speaker transcripts, user notes, and interactive extras that provide related information.
68. ↑  Richard Feloni. . businessinsider.com. 2015年7月21日  [2015年11月8日]. （原始内容存档于2021年4月21日） （英语）. ...Brin revealed some of the books that inspired him to dedicate his career to blending technology and creativity... 'Aside from making really big contributions in his own field, he was pretty broad-minded,' Brin told the Academy of Achievement. 'I remember he had an excerpt where he was explaining how he really wanted to be a Leonardo [da Vinci], an artist and a scientist. I found that pretty inspiring. I think that leads to having a fulfilling life.'
69. ↑  Stephanie Sammartino McPherson. . Twenty-First Century Books. 2010. ISBN 978-07-6136-369-9.
70. ↑  George Beahm. . HarperCollins Publishers India. 2015. ISBN 978-93-5177-006-0.
71. ↑  杨滢 (《中华儿女》实习记者). . 杨媚 (网站责任编辑). 中华儿女 (期刊), 中国共产党新闻网. 2010年3月10日  [2016年12月31日]. （原始内容存档于2017年1月1日） （中文（中国大陆））. 进入大学，朱棣文的求知欲爆发，而费曼的《物理学讲义》开始向他施展魔法，他的科学激情被点燃了，“费曼让物理看起来如此美丽，他对物理的爱贯穿在书上的每一页。如果不是他的演讲，我肯定会放弃物理。”
72. ↑  . 人民网, 海南日报 (转载自人民网). 2008年12月17日: 013版  [2016年12月31日]. （原始内容存档于2021年2月12日） （中文（中国大陆））. 有两个重要人物影响了他，一个是高中物理老师托马斯·米勒，另一个是理查德·费曼。“直到今天，我仍然记得米勒先生怎样介绍物理这门课，怎样处理一个简单的问题，比如物体由于重力而以加速度下落。物理要解决的问题不如人文学科来得宏大，但从推测到实验到观察，想法可以变成理论，即你可以通过最终的仲裁人――实验来获得智慧。”","进入大学，朱棣文的求知欲爆发，而费曼的《物理学讲义》开始向他施展魔法。“费曼让物理看起来如此美丽，他对物理的爱贯穿在书上的每一页。如果不是他的演讲，我肯定会放弃物理。”因为朱棣文的数学也非常出色，物理和数学最后折中成一个理论物理的方向。这时候，他的英雄是牛顿、麦克斯韦、爱因斯坦，以及当代伟人费曼、盖尔曼、杨振宁和李政道。
73. 1 2  . 外滩画报, 新浪新闻中心. 2007年7月25日  [2016年12月31日]. （原始内容存档于2021年3月22日） （中文（中国大陆））. 诺贝尔奖获得者也可能没有经费... 朱棣文用费曼的游戏方式和他游戏，他觉得这很有趣。朱棣文的所有开心的回忆似乎都存在于获得诺贝尔奖之前。在他获得诺贝尔奖之后，他立刻意识到，不是每一个诺贝尔奖获得者都能够做到像费曼一样“游戏”一生。
74. ↑  陶哲轩. . UCLA陶哲轩个人主页.   [2019年6月22日]. （原始内容存档于2021年4月21日） （英语）.
75. ↑  . 文松辉 (责任编辑). 科学出版社 (摘自《人间重晚晴--杨振宁翁帆访谈录》), 人民网 (转载网站). 2007年1月19日  [2018年5月1日]. （原始内容存档于2020年4月11日） （中文（中国大陆））. 吴健雄在加州大学伯克利分校念书时的老师杰出物理学家塞格瑞（E. Segre），在他所写的一本谈论近世物理发展和物理人物的名著《从X射线到夸克》中，就认为研究超流体性质而获得1962年诺贝尔物理学奖的苏联物理学家朗道（L. D. Landau）与研究量子电动力学得到1965年诺贝尔物理学奖的美国物理学家费曼（R. P. Feynman）以及杨振宁三人，是近一二十年来，少数能在许多不同领域都有杰出成就的全才物理学家。
76. ↑  见弗里曼·戴森为《发现的乐趣》一书所作的序。文字取自张郁乎的译本。
77. ↑  见Mlodinow 2007，第135頁。
78. 1 2 3 4  维塔利·金兹堡. . 诺贝尔奖官方网站. 2009年11月8日  [2016年10月1日]. （原始内容存档于2018年8月11日） （英语）. Put into class 1 were Bohr, Dirac, Heisenberg, Schrödinger, de Broglie, Feynman.","By the way, I am surprised that Landau put Feynman higher than himself and in general put him into the 1st class. There is no doubt that Feynman was a brilliant physicist and lecturer but it seems to me that his accomplishments cannot be compared with those of other "first-class" physicists. Probably, Landau especially valued the diagrammatic technique, thinking that he himself would not have been able to hit upon it.
79. ↑  原帖地址：陶哲轩. . UCLA陶哲轩个人主页. 2009年7月15日  [2019年6月22日]. （原始内容存档于2021年4月21日） （英语）.
80. ↑  John Preskill; Kip S. Thorne.  [《费曼重力讲义》前言] (PDF). 加州理工学院. 1995-05-15  [2016-09-28]. （原始内容 (pdf)存档于2018-01-27） （英语）.
81. ↑  理查·費曼. . 尹萍 (译者), 王碧 (译者), 吳程遠 (译者). 天下文化. 2005. ISBN 986-417-431-2.
82. ↑  . Microsoft Research. 2009年7月15日  [2015年11月4日]. （原始内容存档于2021年4月21日） （英语）.

### 其它引用资料
- 安东尼·黑; 帕特里克·沃尔特斯.  [新量子世界]. 雷奕安 (译者). 长沙市湘雅路276号: 湖南科技出版社. 2005年. ISBN 7-5357-4268-8 （中文（中国大陆））.
- Dennis Silverman.  [理查德·费曼 -- 多条轨迹的人生] (pdf). 加州大學爾灣分校. 2012-04-06  [2016-12-10]. （原始内容存档 (PDF)于2021-04-21） （英语）.

### 拓展阅读
- 弗里曼·戴森.  [反叛的科学家]. 肖明波 (译者), 杨光松 (译者). 浙江大学出版社. 2013年 [2006]. ISBN 9787308112246 （中文（中国大陆））.(这本书是戴森的自传，内有讲述费曼的章节。)